# Pink lady

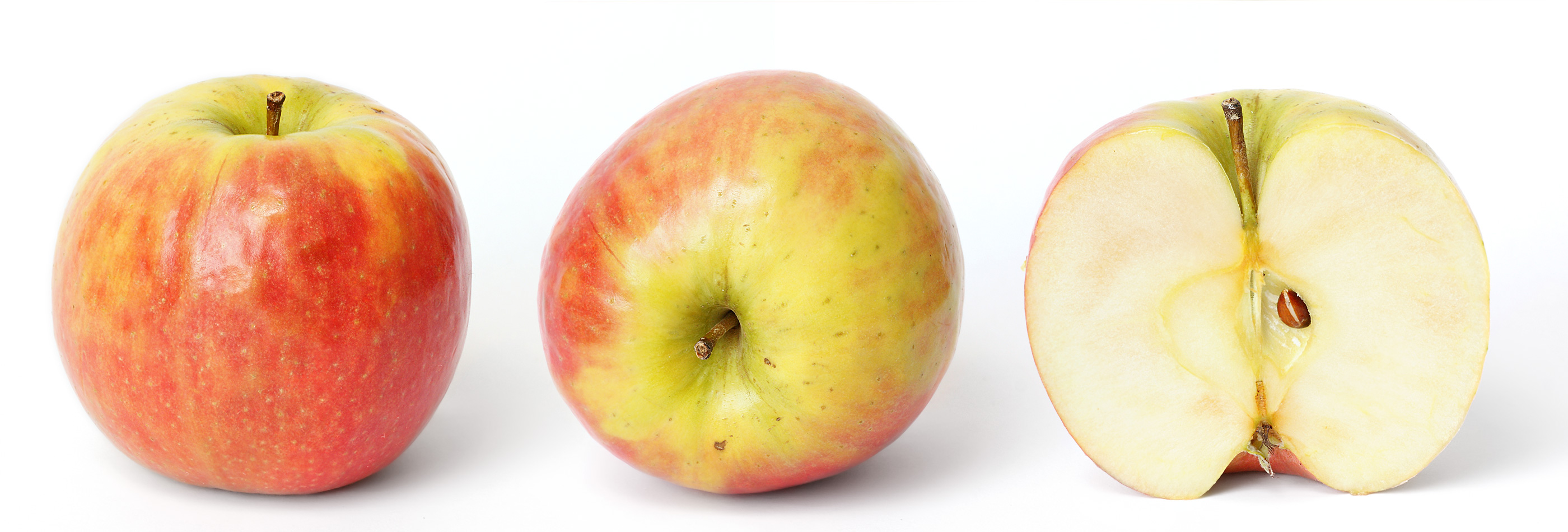
Una mela Pink lady, intera e sezionata.

Pink Lady è il nome commerciale registrato dei frutti della varietà di mela Cripps Pink che soddisfano determinati standard qualitativi.

## Marchio commerciale registrato
La varietà dal nome Pink Lady appartiene al Ministero dell'Agricoltura e dell'Alimentazione dell'Australia Occidentale (DAFWA), che è titolare dei Diritti del selezionatore della pianta in molti paesi. Il principale ente del settore per i coltivatori australiani di mele e di pere – l'Apple and Pear Australia Limited (APAL) – detiene e gestisce in tutto il mondo la "proprietà intellettuale" sul marchio commerciale Pink Lady, registrato in 6 continenti.

## Crescita e sviluppo
La mela ha una forma ellissoidale ed ha una caratteristica colorazione rosso su uno "sfondo" verde, mentre il gusto è acidulo. La varietà Cripps Pink richiede un periodo di crescita lungo 200 giorni e un clima caldo, motivi per i quali non può essere coltivata alle latitudini più temperate. È coltivata estesamente in Australia. Cresce anche in Nuova Zelanda, Cile, Canada, Francia, Italia, Spagna e negli USA dalla fine degli anni '90.